# استانیمیرا پترووا
استانیمیرا پترووا (بلغاری: Станимира Петрова؛ زادهٔ ۱۶ دسامبر ۱۹۹۰) بوکسور اهل بلغارستان است.
وی در مسابقات کشوری و بین‌المللی در مجموع برندهٔ ۴ مدال طلا، ۲ مدال برنز شده‌است.